# Dukhless 2
Dukhless 2 (russisk: Духless 2) er en russisk spillefilm fra 2015 af Roman Prygunov.

## Medvirkende
- Danila Kozlovskij som Maks Andrejev
- Marija Andrejeva som Julija
- Miloš Biković som Roman Belkin
- Pavel Vorozjtsov som Savelov
- Aleksandra Bortitj som Aljona